# Майоров, Александр Михайлович
Алекса́ндр Миха́йлович Майо́ров (13 сентября 1920, с. Покурлей, Саратовская губерния — 14 января 2008, Москва) — советский военачальник, генерал армии (1977), участник войны в Афганистане (с 1980 по 1981 год — советский военнослужащий, главный военный советник вооруженных сил ДРА.) В 1968 году, будучи командующим войсками 38-й армии, участвовал в вводе войск Организации Варшавского договора на территорию Чехословакии.

## Биография
Родился 13 сентября 1920 года в с. Покурлей (ныне — Саратовской области) в семье зажиточного крестьянина.
В сентябре 1940 года поступил в Златоустовское военно-инженерное училище, которое окончил в начале войны. В течение двух лет, будучи заместителем и командиром сапёрной роты на курсах младших политруков Приволжского военного округа, занимался подготовкой офицерских кадров для фронта.
В январе 1943 года был назначен дивизионным инженером 8-й гвардейской кавалерийской дивизии. Принимал участие в боях на Воронежском, Западном, 1-м и 2-м Украинском фронтах, освобождал Венгрию и Чехословакию.
После окончания войны командовал батальоном, одновременно проходил обучение в Военной академии имени М. В. Фрунзе, которую окончил в 1951 году. Дальнейшую службу проходил в управлении штаба военного округа. С 1954 года последовательно командовал мотострелковым и механизированным полками, через несколько лет — мотострелковой бригадой. С января 1960 по июль 1961 года командовал 32-й танковой дивизией.
В 1963 году окончил Военную академию Генерального штаба, в июле 1963 года был назначен 1-м заместителем начальника штаба Приволжского военного округа. С 1965 по 1966 год Майоров находится в распоряжении 10-го Главного управления Генерального штаба Вооружённых Сил СССР (международное военное сотрудничество) и по линии этого управления руководил группой советских военных советников в Египте.
В июле 1966 года был назначен командующим войсками 38-й армии (Прикарпатский военный округ). Летом 1968 года генерал Майоров со своей армией участвовал во вторжении войск Варшавского договора на территорию Чехословакии. В октябре 1968 года назначен первым командующим созданной на территории Чехословакии Центральной группы войск и во главе её прослужил больше четырёх лет. Со временем в архиве командарма накопилось 4 тысячи страниц документов. Спустя тридцать лет решился рассказать правду о вторжении войск, написав книгу: «Вторжение. Чехословакия, 1968» (1998 г.).
С июля 1972 по август 1980 года генерал-полковник Майоров командовал войсками Прибалтийского военного округа. В 1977 году ему было присвоено звание генерала армии.
В июле 1980 года был назначен первым заместителем главкома Сухопутных войск. В этой должности, являясь одновременно с 4 августа 1980 по 29 октября 1981 года Главным военным советником вооруженных сил Демократической Республики Афганистан, генерал армии Майоров спланировал и осуществил первые крупные общевойсковые операции советской армии во взаимодействии с вооруженными силами ДРА. Позднее о своем участии в Афганской войне генерал написал книгу «Правда об Афганской войне», вышедшую в свет в 1996 году.
С февраля 1987 года находился в Группе генеральных инспекторов Министерства обороны СССР. С июня 1992 года — в отставке.
Кандидат в члены ЦК КПСС (1971—1981). Депутат Совета Национальностей Верховного Совета СССР 8-11 созывов (1970—1989) от Узбекской ССР.
Скончался 14 января 2008 года. Похоронен на Кунцевском кладбище.

## Воинские звания
- Генерал-майор (7.05.1960)
- Генерал-лейтенант (23.02.1967)
- Генерал-полковник (21.02.1969)
- Генерал армии (28.10.1977)

## Награды
- 3 ордена Ленина
- орден Октябрьской Революции
- 3 ордена Красного Знамени
- Орден Александра Невского
- 2 ордена Отечественной войны 1-й степени
- 3 ордена Красной Звезды
- медали СССР и РФ
- Орден Белого льва I степени (09.08.1972, ЧССР)[2]
- иностранные награды

## Сочинения
- Майоров А. М. Правда об Афганской войне. — М.: Права человека, 1996. — 287 с. — ISBN 5-7712-0032-8.
- Майоров А. М. Вторжение. Чехословакия, 1968: свидетельства командарма. — М.: Издательство «Права человека», 1998.[3]
- Майоров А. М. Интернациональная помощь Советского Союза в становлении и развитии братских армий союзных стран. // Военно-исторический журнал. — 1985. — № 10. — С.58-62.
- Майоров А. М. Прославленный полководец Великой Отечественной войны (К 90-летию со дня рождения Маршала Советского Союза Г. К. Жукова). // Военно-исторический журнал. — 1986. — № 12. — С.39-52.
- Майоров А. М. На пороге войны. // Военно-исторический журнал. — 1989. — № 5. — С.33-37.